# Stelling van Cantor-Bernstein-Schröder
In de axiomatische verzamelingenleer doet de stelling van Cantor-Bernstein-Schröder een uitspraak over de gelijkmachtigheid van twee verzamelingen. De stelling zegt dat als er tussen twee verzamelingen in beide richtingen een injectieve afbeelding is er een bijectieve afbeelding is tussen de beide verzamelingen, dus de verzamelingen gelijkmachtig zijn.
Zijn {\displaystyle f:A\to B} en {\displaystyle g:B\to A} injectieve afbeeldingen tussen de verzamelingen {\displaystyle A} en {\displaystyle B}, dan bestaat er een bijectieve afbeelding {\displaystyle h:A\to B}.
Een voorwaarde is dat alle elementen {\displaystyle a} en {\displaystyle b} in beide verzamelingen {\displaystyle A} en {\displaystyle B} door de beide injectieve afbeeldingen {\displaystyle f} en {\displaystyle g} op een element {\displaystyle f(a)} en {\displaystyle g(b)} in de andere verzameling worden afgebeeld, met andere woorden dat de beide verzamelingen samenvallen met het domein van de twee afbeeldingen. De stelling is naar Georg Cantor, Felix Bernstein en Ernst Schröder genoemd.
De stelling werd in 1887 door Georg Cantor geformuleerd, maar nog niet door hem bewezen. Felix Bernstein, die toen 19 jaar oud was, heeft in 1897 het eerste bewijs gegeven en dat is door de Franse wiskundige Émile Borel gepubliceerd. Borel was het bewijs tijdens het eerste Internationale Wiskundecongres in Zürich van 1897 te weten gekomen. Cantor had geholpen de aanzet voor het congres te geven. De stelling werd in in 1897 onafhankelijk door Ernst Schröder bewezen. Richard Dedekind heeft meteen in 1887 een bewijs gevonden, maar het niet gepubliceerd. Ernst Zermelo heeft het bewijs van Dedekind later teruggevonden en in 1908 nog een eigen bewijs van de stelling gegeven.